# Feel the Beat
«Feel the Beat» es una canción del DJ y productor finlandés Darude. Fue lanzada como el segundo sencillo de su álbum de estudio debut Before the Storm. Comparte muchos elementos musicales similares al primer sencillo, «Sandstorm», y logró éxito en toda Europa, Oceanía y América. Encabezó las listas de sencillos en Finlandia y estuvo entre los diez primeros en el Reino Unido, Irlanda, Canadá y Estados Unidos (Billboard Hot Dance Club Play).

## Video musical
Se filmó un video musical para «Feel the Beat». Presenta a Darude sosteniendo un maletín y montando un scooter Razor, para posteriormente subirse a un Dodge Viper con una mujer y conduce por el campo hasta detenerse finalmente para encontrarse con un helicóptero. El helicóptero los lleva a una fiesta de baile y Darude abre el maletín para revelar un LP dorado con la etiqueta «Darude - Feel the Beat», que procede a tocar en un tocadiscos.

## Lista de canciones
Fuente: Discogs.

| Maxi CD (Europa) |                                      |          |  |
| N.º              | Título                               | Duración |  |
| 1.               | «Feel the Beat» (Radio Version)      | 4:18     |  |
| 2.               | «Feel the Beat» (Original Version)   | 8:36     |  |
| 3.               | «Feel the Beat» (JS16 Dark Mix)      | 7:06     |  |
| 4.               | «Feel the Beat» (Soundfreak Remix)   | 5:35     |  |
| 5.               | «Feel the Beat» (Missing Link Remix) | 4:54     |  |

| Maxi CD (Asia) |                                         |          |  |
| N.º            | Título                                  | Duración |  |
| 1.             | «Feel the Beat» (Radio Edit)            | 3:18     |  |
| 2.             | «Feel the Beat» (Original Mix)          | 8:36     |  |
| 3.             | «Feel the Beat» (JS16 Dark Remix)       | 7:19     |  |
| 4.             | «Feel the Beat» (Rocco & Heist Remix 1) | 7:19     |  |
| 5.             | «Feel the Beat» (Rocco & Heist Remix 2) | 8:50     |  |

| Maxi 12" (Europa) |                                 |          |  |
| N.º               | Título                          | Duración |  |
| 1.                | «Feel the Beat» (original mix)  | 8:36     |  |
| 2.                | «Feel the Beat» (JS16 dark mix) | 7:06     |  |

| Maxi 12" (Reino Unido) |                                         |          |  |
| N.º                    | Título                                  | Duración |  |
| 1.                     | «Feel the Beat» (Original Mix)          | 8:36     |  |
| 2.                     | «Feel the Beat» (JS16 Dark Mix)         | 7:06     |  |
| 3.                     | «Feel the Beat» (Rocco & Heist Remix 1) | 7:19     |  |

| Maxi 12" (América) |                                      |          |  |
| N.º                | Título                               | Duración |  |
| 1.                 | «Feel the Beat» (Original Club Mix)  | 8:36     |  |
| 2.                 | «Feel the Beat» (Missing Link Remix) | 4:54     |  |
| 3.                 | «Feel the Beat» (JS16 Dark Mix)      | 7:06     |  |
| 4.                 | «Feel the Beat» (Soundfreak Remix)   | 5:35     |  |

| Sencillo CD |                                 |          |  |
| N.º         | Título                          | Duración |  |
| 1.          | «Feel the Beat» (Edit)          | 4:18     |  |
| 2.          | «Feel the Beat» (Original Mix)  | 8:36     |  |
| 3.          | «Feel the Beat» (JS16 Dark Mix) | 7:06     |  |

| Casete |                              |          |  |
| N.º    | Título                       | Duración |  |
| 1.     | «Feel the Beat» (Radio Edit) | 4:18     |  |
| 2.     | «Feel the Beat» (Radio Edit) | 4:18     |  |

## Posicionamiento en listas
| Lista (2000-01)                              | Mejor posición |
| -------------------------------------------- | -------------- |
| Australia (ARIA)                             | 20             |
| Austria (Ö3 Austria Top 40)                  | 24             |
| Bélgica (Ultratop 50 Flanders)               | 12             |
| Bélgica (Ultratop 50 Wallonia)               | 42             |
| Canadá (Nielsen SoundScan)                   | 7              |
| Finlandia (Suomen virallinen lista)          | 1              |
| Francia (SNEP)                               | 25             |
| Alemania (Media Control Charts)              | 18             |
| Grecia (IFPI)                                | 8              |
| Irlanda (IRMA)                               | 10             |
| Ireland Dance (IRMA)                         | 1              |
| Países Bajos (Mega Top 100)                  | 19             |
| Nueva Zelanda (RIANZ)                        | 26             |
| Noruega (VG-lista)                           | 18             |
| Escocia (Scottish Singles Sales Chart)       | 3              |
| Suecia (Sverigetopplistan)                   | 18             |
| Suiza (Schweizer Hitparade)                  | 34             |
| UK Singles (Official Charts Company)         | 5              |
| Reino Unido (UK Dance Chart)                 | 2              |
| Reino Unido (UK Indie Chart)                 | 1              |
| Estados Unidos Billboard Hot Dance Club Play | 5              |

| Lista (2001)               | Posición |
| -------------------------- | -------- |
| Canadá (Nielsen SoundScan) | 48       |

## Certificaciones
| País      | Certificación | Ventas |
| --------- | ------------- | ------ |
| Australia | Oro           | 35 000 |